# Pat Boot
Vernon Patrick Boot, plus connu sous le nom de Pat Boot (né le 22 octobre 1914 à Kaikoura et décédé le 15 janvier 1947 à Gisborne), est un athlète néo-zélandais, spécialiste des épreuves de demi-fond. Il représente son pays lors des Jeux olympiques de 1936. Deux ans plus tard, il remporte le 880 yards lors des Jeux de l'Empire britannique de 1938.

## Biographie

### Enfance et jeunesse
Pat Boot naît à Kaikoura le 22 octobre 1914. Il est le fils de Percy Vernon Boot et d'Estelle Marie Edge,. Il suit sa scolarité à l'Ashburton College (en) puis au Timaru Boys' High School (en). De 1934 à 1935, il rejoint les bancs du Canterbury Agricultural College (en), où il obtient un diplôme en agriculture. En 1937, Boot est engagé par le ministère de l'Agriculture de Nouvelle-Zélande en tant qu'assistant instructeur.
Le 23 mars 1940, Boot épouse Lorna Hinepare Kessell à l'église Saint-Pierre de Wellington,. Cette dernière décédera d'une méningite le 15 septembre 1943 alors que Boot était mobilisé dans le cadre de la Seconde Guerre mondiale,.

### Carrière sportive
Il fait parler une première fois de lui pour ses performances sportives au lycée Timaru Boys, lorsqu'il court le 880 yards en 2 min 0 s 0 et le mile en 4 min 26 s 8.
Il est sélectionné pour participer aux 800 mètres et 1 500 mètres des Jeux olympiques de Berlin en 1936. Au cours du voyage par bateau l'emmenant en Allemagne, il souffre de problèmes aux tendons provoqués par les entrainements qu'il s'imposait sur le pont du bateau MS Wanganella (en). Son coéquipier, Cecil Matthews (en), souffrira des mêmes maux. Aligné sur le 800 mètres, il est éliminé en demi-finale. Il déclare ensuite forfait pour sa série du 1 500 mètres.  
Pat Boot connaît son heure de gloire deux ans plus tard, lors des Jeux de l'Empire britannique organisés à Sydney. Il remporte le titre du 880 yards en 1 min 51 s 1, record de la compétition, grâce notamment à une accélération dans la ligne droite finale[8]. Sur l'épreuve du mile, il décroche une médaille de bronze en terminant à 6 mètres du vainqueur, le gallois Jim Alford (en). 
Outre ses médailles internationales, Boot a également remporté cinq titres nationaux d'athlétisme néo-zélandais : le 880 yards en 1936, 1938, 1939 et 1940 ; et le mile en 1936.

### Carrière militaire
Durant la Seconde Guerre mondiale, Boot suit une formation d'officier à la base militaire de Trentham. Il est envoyé se battre au Moyen-Orient et en Italie avec le Corps expéditionnaire néo-zélandais quelques semaines après son mariage,. Il est élevé au grade de capitaine. Boot souffre d'une jaunisse au cours de son déploiement en Italie. Il est également gravement ébouillanté à son retour en Nouvelle-Zélande en 1945.

### Décès
De retour en Nouvelle-Zélande, il récupère son emploi au ministère de l'Agriculture. Il meurt le 15 janvier 1947 à Gisborne, alors qu'il était sous anesthésie au cours d'une opération dentaire. Il est enterré au cimetière de Taruheru de Gisborne.

## Palmarès
| Date | Compétition                  | Lieu   | Résultat    | Épreuve   | Temps        |
| ---- | ---------------------------- | ------ | ----------- | --------- | ------------ |
| 1936 | Jeux olympiques              | Berlin | Demi-finale | 800 m     | N.C.         |
| 1936 | Jeux olympiques              | Berlin | DNS         | 1 500 m   | -            |
| 1938 | Jeux de l'Empire britannique | Sydney | 1er         | 880 yards | 1 min 51 s 1 |
| 1938 | Jeux de l'Empire britannique | Sydney | 3e          | Mile      | 4 min 12 s 6 |

## Records
| Épreuve    | Marque       | Lieu   | Date            |
| ---------- | ------------ | ------ | --------------- |
| 800 mètres | 1 min 50 s 5 | Sydney | 7 février 1938  |
| Mile       | 4 min 12 s 6 | Sydney | 12 février 1938 |